# Josh Smith (baseball)
Pour les articles homonymes, voir Josh Smith.
Joshua Smith (né le 7 août 1987 à Margate, Floride, États-Unis) est un lanceur droitier de la Ligue majeure de baseball.

## Carrière
Joueur des Bisons de l'université Lipscomb (en) à Nashville dans le Tennessee, Josh Smith est repêché au 21e tour de sélection par les Reds de Cincinnati en 2010. Il fait ses débuts professionnels la même année dans les ligues mineures et atteint le niveau Triple-A en 2015.
Smith fait ses débuts dans le baseball majeur à l'âge de 27 ans comme lanceur partant pour Cincinnati le 23 juin 2015 : il est retiré du match après 3 manches lancées, 4 points, 3 coups sûrs et 6 buts-sur-balles accordés, mais n'est pas impliqué dans la décision lors de ce match perdu par les Reds face aux Pirates de Pittsburgh.
Le 4 novembre 2016, il est réclamé au ballottage par les Athletics d'Oakland.